# Más turbada que nunca
Más turbada que nunca es el cuarto álbum de estudio de la cantante mexicana Gloria Trevi. El disco fue grabado en 1993 y publicado el 27 de enero de 1994 por el sello BMG Ariola en México, donde alcanzó disco de oro antes de su publicación. En Estados Unidos y Puerto Rico recibió su lanzamiento el 1 de febrero del mismo año por la firma RCA International. Fue un disco muy popular en países como Perú, Guatemala y Ecuador donde obtuvo Discos de oro y platino.

## Producción
La producción y realización estuvo a cargo de Sergio Andrade, quien participó también como músico. Las sesiones de grabación se realizaron en los estudios Milagro Sound Recorders, Andora, Mad Hatter y West Lake en California. El título pensado para el disco originalmente era A gatas, corte con el que abre el disco, que bien no definía el destino de la producción hasta que la cantante se inspiró en una frase de un amigo cercano al llamarle "más loca que nunca", inspiración que tomó para nombrarlo finalmente Más turbada que nunca. El título del álbum juega con un doble sentido, ya que al leerse, suena como "Masturbada que nunca", haciendo contraste con la temática del álbum.
Este material, al que Trevi calificó como un disco sin miedo a las palabras, causó polémica por jugar con sus letras extravagantes, irónicas y plenas de intencionadas metáforas. Sus géneros van desde el rock en temas como A gatas, La renta y Chica embarazada, hasta el funk en A la madre y baladas de amor como El recuento de los daños, Siempre a mí y Un día más de vida. La temática del álbum refleja vivencias cotidianas y el lenguaje usado es popular, palabras que forman parte diaria de la vida de los mexicanos.

## Promoción
El álbum se posicionó en la casilla #43 en Billboard Top Latin Albums, siendo el único de su carrera que no logró ubicarse dentro de los primeros diez lugares. 
El primer sencillo, La papa sin catsup, se mantuvo en los primeros lugares de radio y el videoclip, con cierto tono de agresividad en donde denuncia al machismo y a la miseria de las mujeres casadas, alcanzó el primer puesto del Top 10 Telehit; asimismo fue el único videoclip de su carrera con mayor rotación en el canal MTV Latinoamérica durante la década de los '90s. El recuento de los daños, una balada de su autoría, se posicionó dentro de los diez primeros lugares en la radio mexicana. El videoclip fue dirigido y producido por Andrade en localidades de los estados de México y Cuernavaca.

## Una papa sin catsup
Después de sus dos éxitos cinematográficos Pelo suelto y Zapatos viejos, la cantante protagonizó su tercer y último largometraje, Una papa sin catsup; estrenado el 5 de julio de 1995 en las salas mexicanas. El guion estuvo a cargo de su representante y productor musical, Sergio Andrade, además de Trevi quien protagonizó un doble papel en la cinta junto a actores como Charlie Valentino, Ernesto Gómez Cruz y Armando Araiza. Las canciones usadas en la banda sonora de la película fueron La papa sin catsup, Un día más de vida, ¡Qué bueno que no fui Lady Di! y El recuento de los daños.
Trevi describió su película en un programa de televisión como "una medicina para el estado depresivo" en la que pretende "sacar un poquito de la tristeza" a los mexicanos. Agregó que la crisis económica por la que atravesaba el país sería abordada en su nuevo filme, en donde protagoniza de manera simultánea dos personajes, La greñas, líder de una banda de pandilleros, y otro de una joven "tierna e inocente" pero muy rebelde y problemática en la escuela donde estudia.
El estreno de la película se realizó al estilo Hollywood, luego de seis meses de rodaje en algunos escenarios naturales del balneario de Acapulco, Morelos y la Ciudad de México. Una papa sin catsup se proyectó en algunas salas locales de México en donde nunca ponían películas nacioniales.
A pesar de que era del mismo corte de sus cintas pasadas y fue muy bien recibida por los seguidores de la cantante, esta película se convirtió en un fracaso, y además causó controversia, siendo objeto de fuertes críticas debido a un contenido de humor negro grotesco y escatológico en varias escenas.

## Lista de canciones
| Más Turbada Que Nunca |                                  |                           |          |  |
| N.º                   | Título                           | Escritor(es)              | Duración |  |
| 1.                    | «A Gatas»                        | Mary Morín, Armando Arcos | 3:38     |  |
| 2.                    | «La Papa Sin Catsup»             | César Lazcano             | 3:32     |  |
| 3.                    | «Chica Embarazada»               | Morín, Arcos              | 2:33     |  |
| 4.                    | «¡Qué Bueno Que No Fui Lady Di!» | Gloria Treviño            | 3:56     |  |
| 5.                    | «A La Madre»                     | Morín, Arcos              | 3:05     |  |
| 6.                    | «El Juicio»                      | Treviño                   | 3:37     |  |
| 7.                    | «La Renta»                       | Gustavo Velázquez         | 3:18     |  |
| 8.                    | «Un Día Más De Vida»             | Treviño                   | 3:27     |  |
| 9.                    | «El Recuento De Los Daños»       | Treviño                   | 3:55     |  |
| 10.                   | «La Boca Con Jabón»              | Morín, Arcos              | 2:46     |  |
| 11.                   | «Por Ti»                         | Morín, Arcos              | 4:02     |  |
| 12.                   | «Siempre A Mí»                   | Treviño                   | 3:12     |  |

## Créditos y personal
- Arreglos y dirección artística:   Sergio Andrade.
- Arreglo musical La boca con jabón:  a Arcos Frank.
- Grabado en los estudios:  Milagro Sound Recorders, Andora, Mad Hatter, West Lake.
- Ingenieros:  Bryan Stott, Rob Russell y Vachick Aghanians.
- Programador de computadora y sistema MIDI:  Brian Fedirko.
- Teclados:  Sergio Andrade.
- Batería:  John Lewis (excepto en El juicio y Por ti; Greg Bissonette).
- Guitarras:  Jaime Gleaser.
- Bajo:  Jimmy Johnson.
- Percusiones: Paulinho Da Costa.
- Timbal/Timpani: Sergio Andrade.
- Sección de metales:  Doug Norwine, Ron King, Wayne Bergeron, Bob Payne, Alex Iles, Bob Carr, y Bob Crosby.
- Coros mujeres:  Terry Wood, Leyla Hoyle, Mary Highland y Gisa Vatcky.
- Coros hombres:  Willie Greene, Louis Patton, Greg Matta, Reginald Ellis, Kenny O'Brien, Daniel Indart y Pierre Garreaud.
- Voz de juez en El juicio:  Daniel Indart.
- Bombo sureño y charango californiano modificado en Por ti:   Sergio Andrade.
- Coros ad libitum en Por ti:  César Lazcano y Armando Arcos.
- Coros infantiles:  "La esperanza".
- Mastering:  Digital Mastering Frank de Luna.
- Llave arrojada en Por ti:  El jarocho.
- Voz grave en ¡Qué bueno que no fui Lady Di!:  Willie Green.
- Improvisación vocal operístico-jazzística-semiafónica en La renta:  Gloria Trevi.
- Ruidos guturales en Por ti:  Gloria Trevi.
- Fotografía portada:  Carlos Somonte.
- Fotografía interior y contraportada:  Albane Navizet.
- Diseño gráfico: Lourdes Ladrón de Guevara.
- Separación electrónica:  DPI.

## Videos
- El Recuento De Los Daños
- La Papa Sin Catsup

## Certificaciones
| País   | Organismo certificador | Certificación | Ventas certificadas | Ref.  |
| ------ | ---------------------- | ------------- | ------------------- | ----- |
| México | AMPROFON               | 2× Oro        | 200 000             | [ 1 ] |